# Grčka vatra
Grčka vatra upaljiva masa (sumpor, smola, kučine, živo vapno, zemno ulje), koja se od davnine upotrebljavala na Istoku kao ratno sredstvo za izazivanje požara na neprijateljskim brodovima, utvrdama i gradovima. Jedno je od prvih poznatih kemijskih oružja u povijesti, koristili su ju ratnici Bizanta.
Korištena je u pomorskim bitkama, i bila djelotvorna jer je gorila i na vodi. Pomoću tog oružja Bizant je izvojevao brojne vojne pobjede. Točan sastav je bio strogo čuvana tajna.
Postoje različite verzije o sastojcima: Nafta ili asfalt činili su u svim verzijama osnovu. Te tvari u blizini Crnog mora izlaze na zemaljsku površinu. Daljni sastojci su drva, smola, sumpor i gašeno vapno.
Grčka vatra se mogla izbacivati i rukom, a spremala se u keramičke, staklene ili metalne posude (spremnike).